# Крашенинин, Анатолий Витальевич
Анатолий Витальевич Крашенинин (род. 15 августа 1974, Челябинск) — российский конькобежец. Мастер спорта России международного класса.
Тренировался у Петра Алексеевича Чугунова. Выступал за ФСО профсоюзов «Россия» и Челябинск.
Чемпион России на дистанции 5000 м (2001, 2004) и в классическом многоборье (1998).
Серебряный призёр чемпионата России на дистанции 10000 м (2004) и в классическом многоборье (1996).
Бронзовый призёр чемпионата России в классическом многоборье (1997, 1999).
Завершил спортивную карьеру. По сведениям от начала 2013 года входил в технический комитет по конькобежному спорту Союза конькобежцев России.